# Avenue du Maine

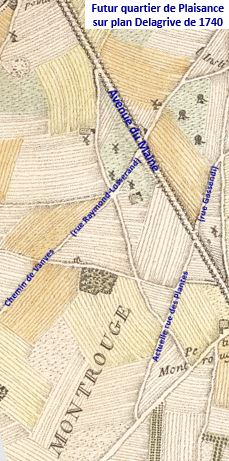
Ancien chemin d'Orléans, extrait du plan Delagrive, 1740.

Pour les articles homonymes, voir Maine.
L'avenue du Maine est une voie située dans les quartiers Necker, Montparnasse, Plaisance et Petit Montrouge, des 14e et 15e arrondissements de Paris (France).

## Situation et accès
L'avenue du Maine est desservie :
- vers le début, par la station de métro des lignes 4, 6, 12 et 13 Montparnasse - Bienvenüe ;
- vers le milieu, par la station de métro 13 Gaîté ;
- à la fin, par la station de métro de la ligne 4 Alésia.

## Origine du nom
L'avenue du Maine devrait son nom à la présence du château du Maine, qui aurait été, d'après une légende, un  ancien rendez-vous de chasse du duc du Maine à la pointe nord du domaine de Sceaux. En réalité, ce château dont l'entrée était située 142  rue du Château  était très éloigné de Sceaux et n'a jamais appartenu au duc du Maine mais a eu plusieurs propriétaires notamment le critique littéraire  Élie Fréron.

## Historique
Cette voie porta les noms de « chemin d'Orléans » vers 1760, « nouvelle route d'Orléans » vers 1763, « chemin du Petit-Montrouge » vers 1777, « route du Maine » vers 1791, avant de prendre, à partir de 1821, celui de « chaussée du Maine » et d'« avenue du Maine ».
Son origine est due à Auguste de Bourbon (1670-1736), duc du Maine. Sa résidence principale, située à l'emplacement du futur hôtel Biron, était sise rue de Varenne et sa résidence de campagne était à Sceaux où sa femme, Louise-Bénédicte de Bourbon, recevait les beaux esprits du temps comme Guillaume Amfrye de Chaulieu, Stanislas de Boufflers, Voltaire, Bernard Le Bouyer de Fontenelle…
Pour aller d'une habitation à l'autre, il fallait emprunter les petites rues de Paris qui conduisaient à l'emplacement de l'ancienne porte Saint-Michel et prendre ensuite la rue d'Enfer. Afin de raccourcir le parcours, le duc du Maine fit percer à travers la campagne du plateau de Montrouge un chemin qui partait aux environs des débouchés des rues de Sèvres, de Vaugirard et du Cherche-Midi, et qui rejoignait la route d'Orléans (actuelle avenue du Général-Leclerc) au lieu-dit «Le Petit-Montrouge» dans la paroisse de Montrouge en prolongeant la rue d'Enfer. L'avenue semble avoir été ouverte à la fin des années 1730 : le premier plan la représentant est celui de Delagrive de 1740. Elle n'apparaît cependant que comme un ensemble de chemins irréguliers non carrossables sur le plan de Delagrive de 1735 et ne figure sur aucun plan antérieur.
Le 12 mai 1902, victime d'un incendie en vol, le ballon dirigeable Pax s'abat devant l'actuel no  79 avenue du Maine, entraînant dans la mort le pionnier brésilien de l'aérostation Augusto Severo de Albuquerque Maranhão et le mécanicien français Georges Saché. Tous deux ont une rue proche de l'accident nommées en leur honneur : la rue Severo et la rue Georges-Saché.
Le photographe Jules Beau a pris ce jour-là les trois photos des restes du ballon dirigeable tombé avenue du Maine reproduites ci-dessous.

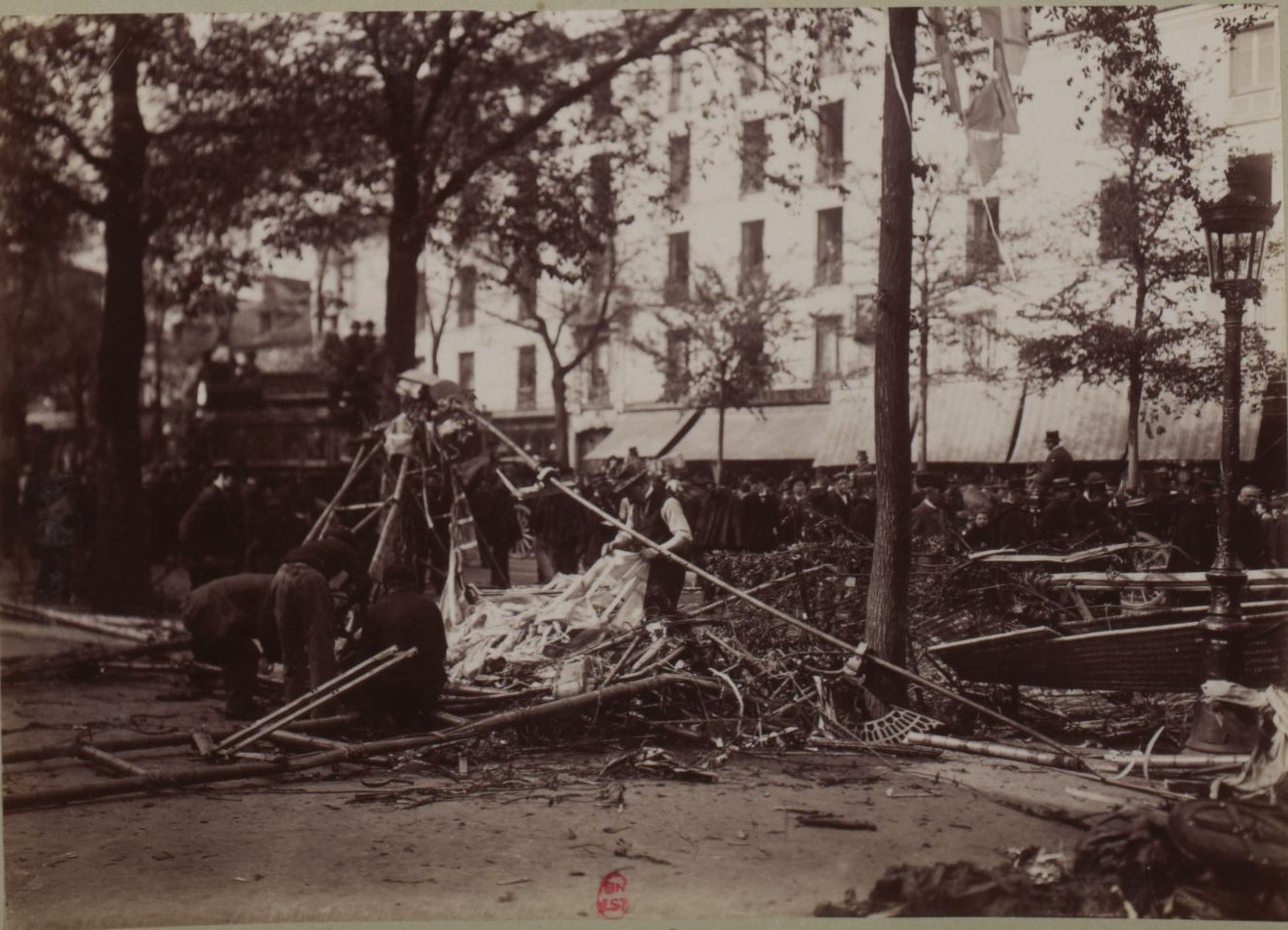
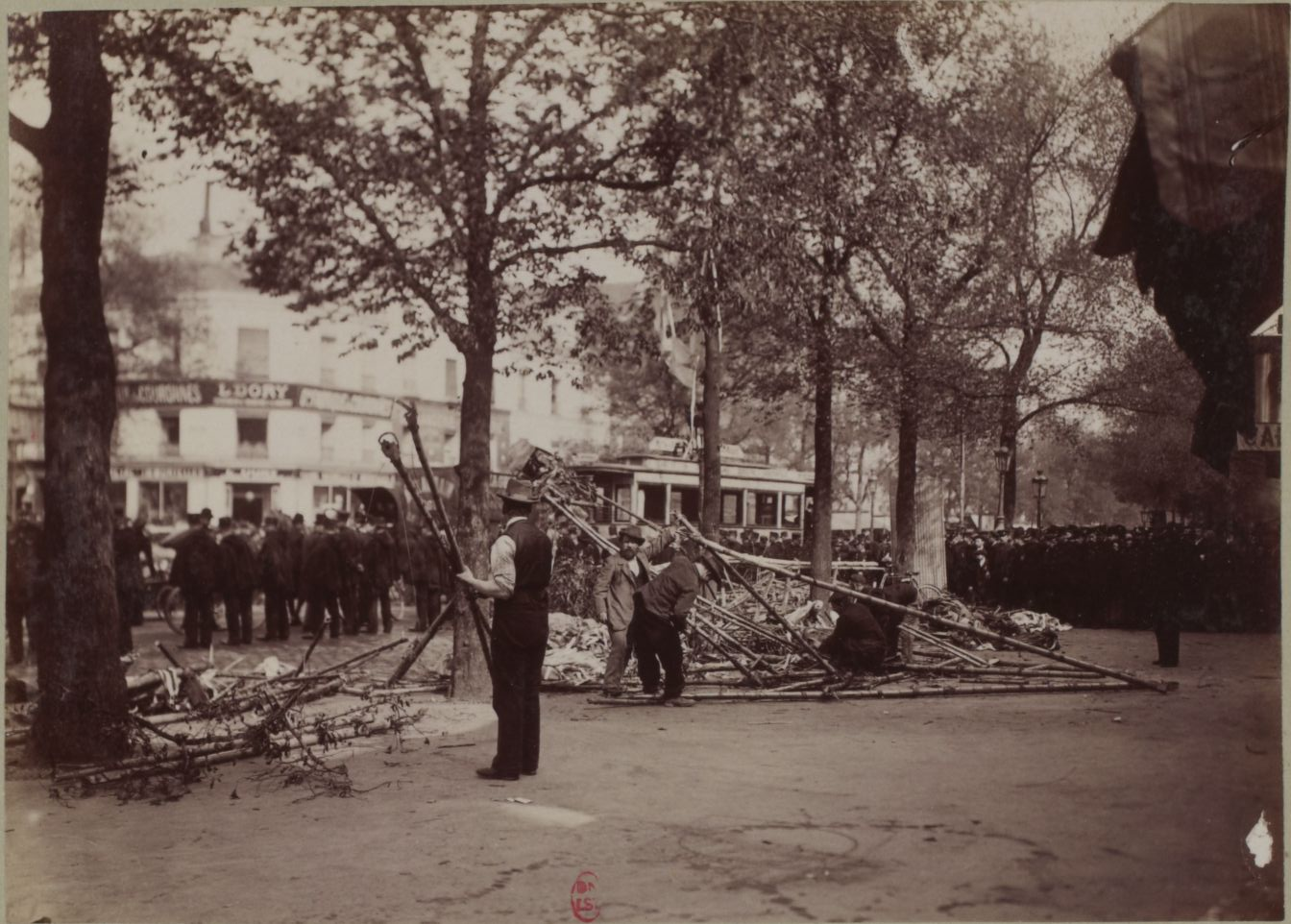
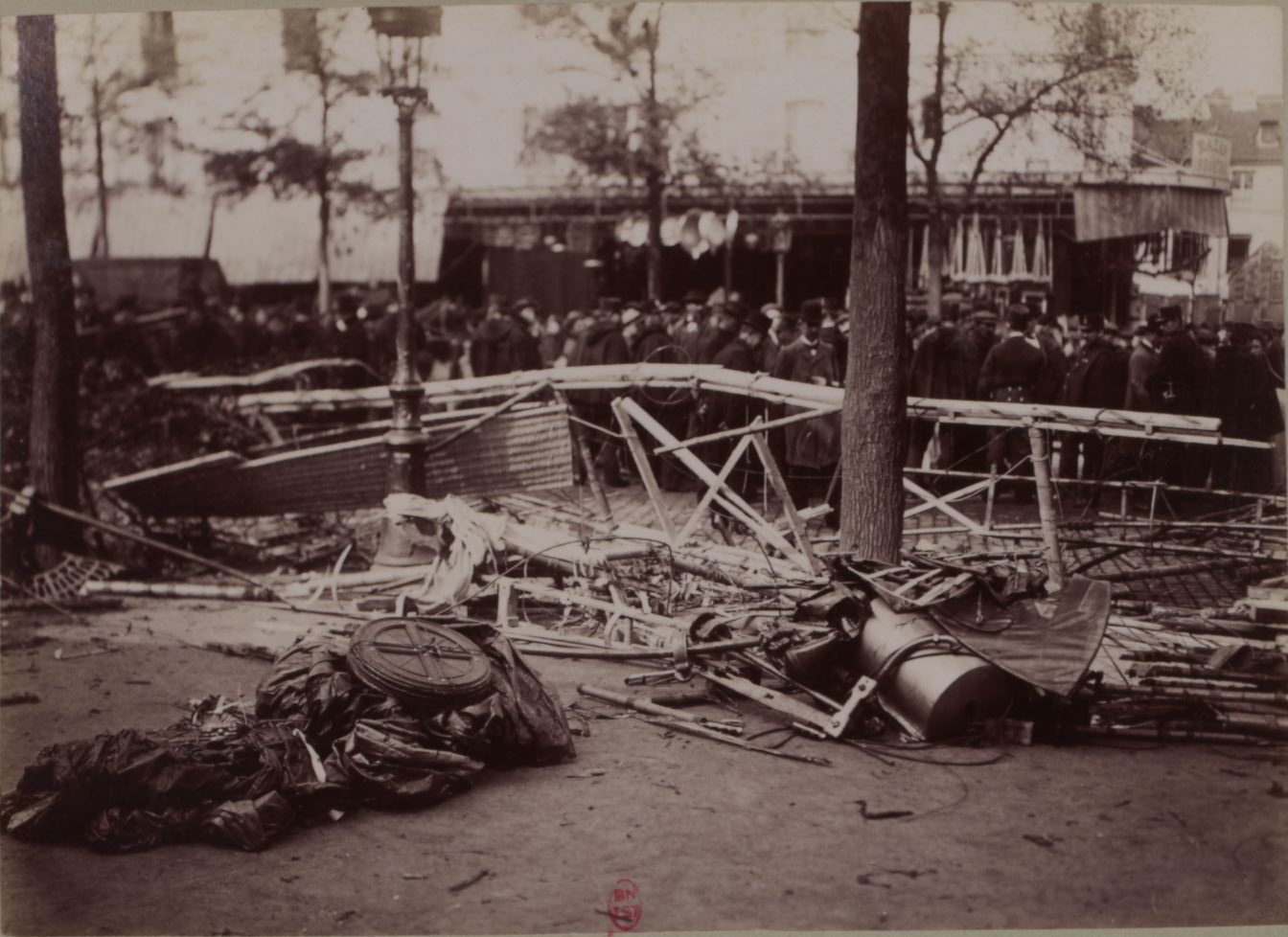

Une partie de la voie délimite la ZAC Guilleminot-Vercingétorix.
L'avenue est large et à double sens ; dans les années 2000, ses voies de circulation ont été réaménagées afin de donner de la place à de larges couloirs de bus.

## Bâtiments remarquables et lieux de mémoire
- No 12 : Élisabeth Fuss-Amoré (1879-1959), artiste-peintre, militante socialiste et féministe, y demeure de 1926 à son décès en 1959.
- No 13 : atelier du facteur d'orgues Aristide Cavaillé-Coll[6].
- No 14 : ateliers sur cour, dont les habitants furent, entre autres
— en 1906, l'artiste peintre allemande Paula Modersohn-Becker[7] ;
— vers 1908, le sculpteur et médailleur Jules-Aurèle L'Hommeau, ancien élève de Barrias[8] ;
— de 1908 à 1910, le peintre Fernand Léger et le poète libano-américain Gibran Khalil Gibran (1883-1931), comme le rappelle une plaque commémorative ;
— de 1917/1918 à 1920, le jeune Jean Mermoz (1901-1936), future figure légendaire de « l'Aéropostale » qui y habitait avec sa mère, née Gabrielle Gillet — infirmière à l'hôpital Laennec — jusqu’à son départ pour l'École d’aviation d’Istres, en octobre 1920. Boursier demi-pensionnaire au lycée Voltaire, il échoua à l'oral de la première partie du baccalauréat, ce qui motiva son choix de s'engager dans l'aviation militaire[9].
- No 18 : lieu de pose de la photo de la pochette de l'album Laisse béton (1977) de Renaud[10].
- No 19 : implantation de l'Institut des sciences et industries du vivant et de l'environnement, dit « AgroParisTech ». Le bâtiment dans la cour, élevé en 1830, fait l’objet d’une inscription au titre des monuments historiques depuis le 12 mars 1993 pour ses façades, ses toitures et le décor de l'ancien grand salon[11].

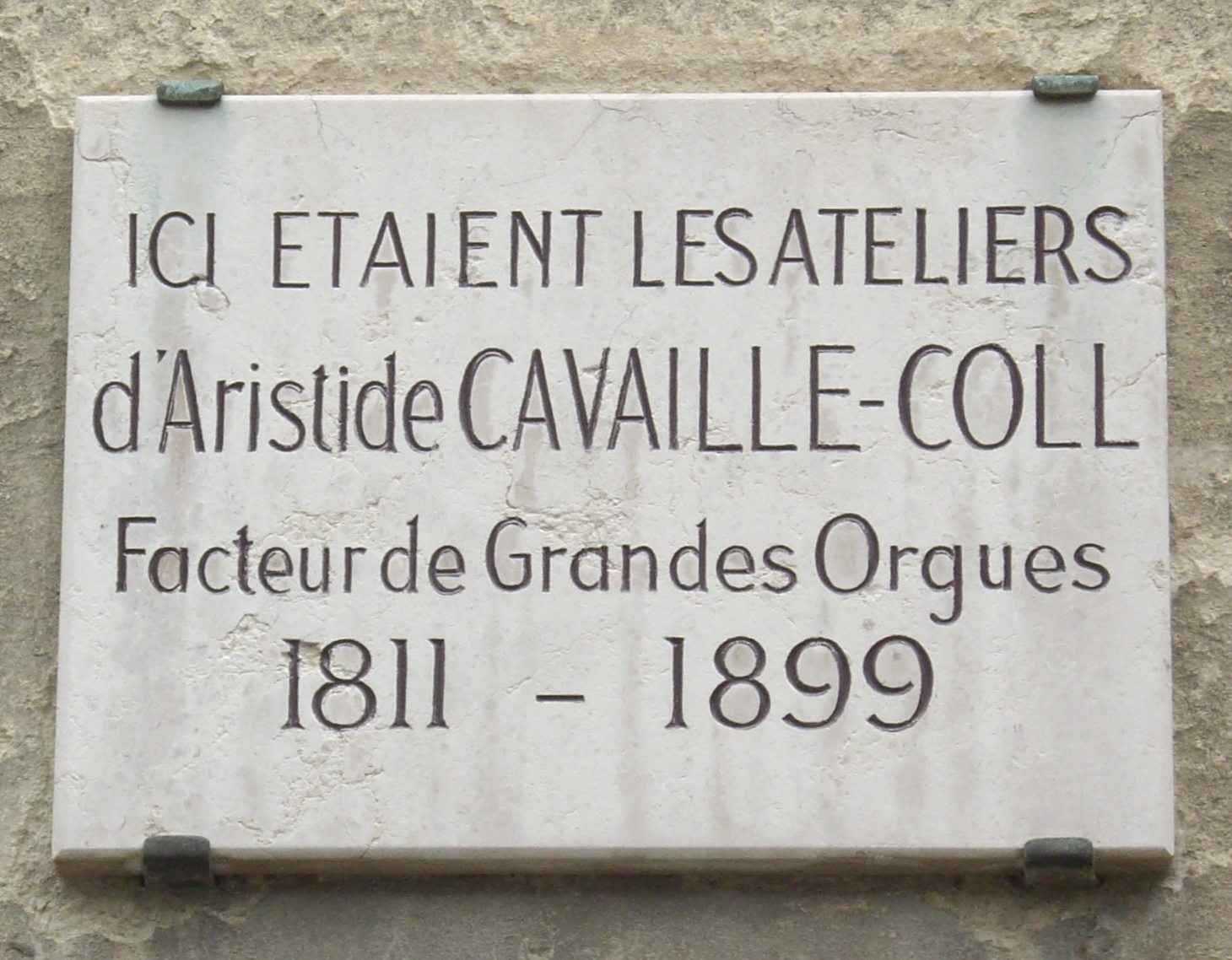
Plaque au no 13.
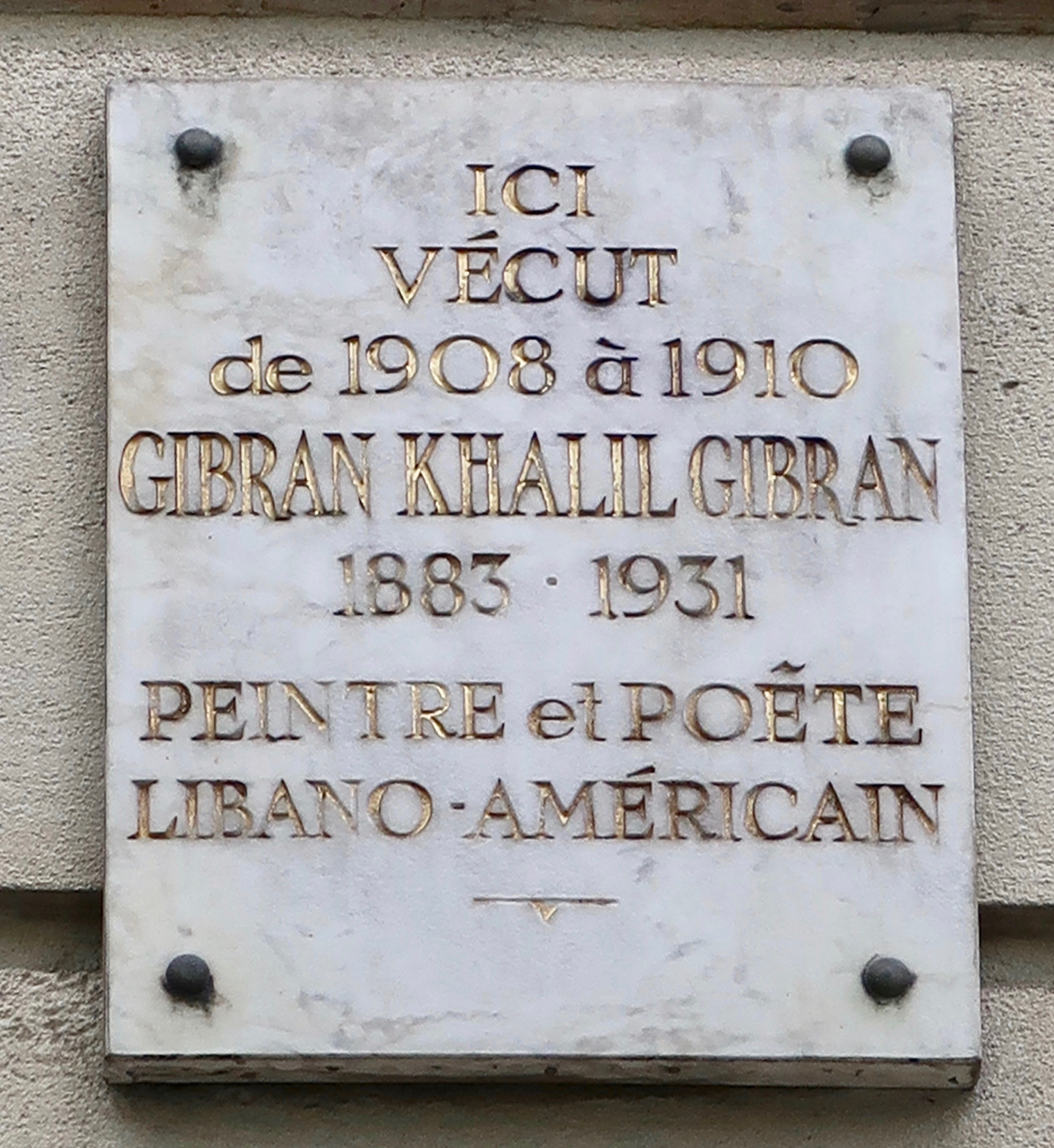
No 14.
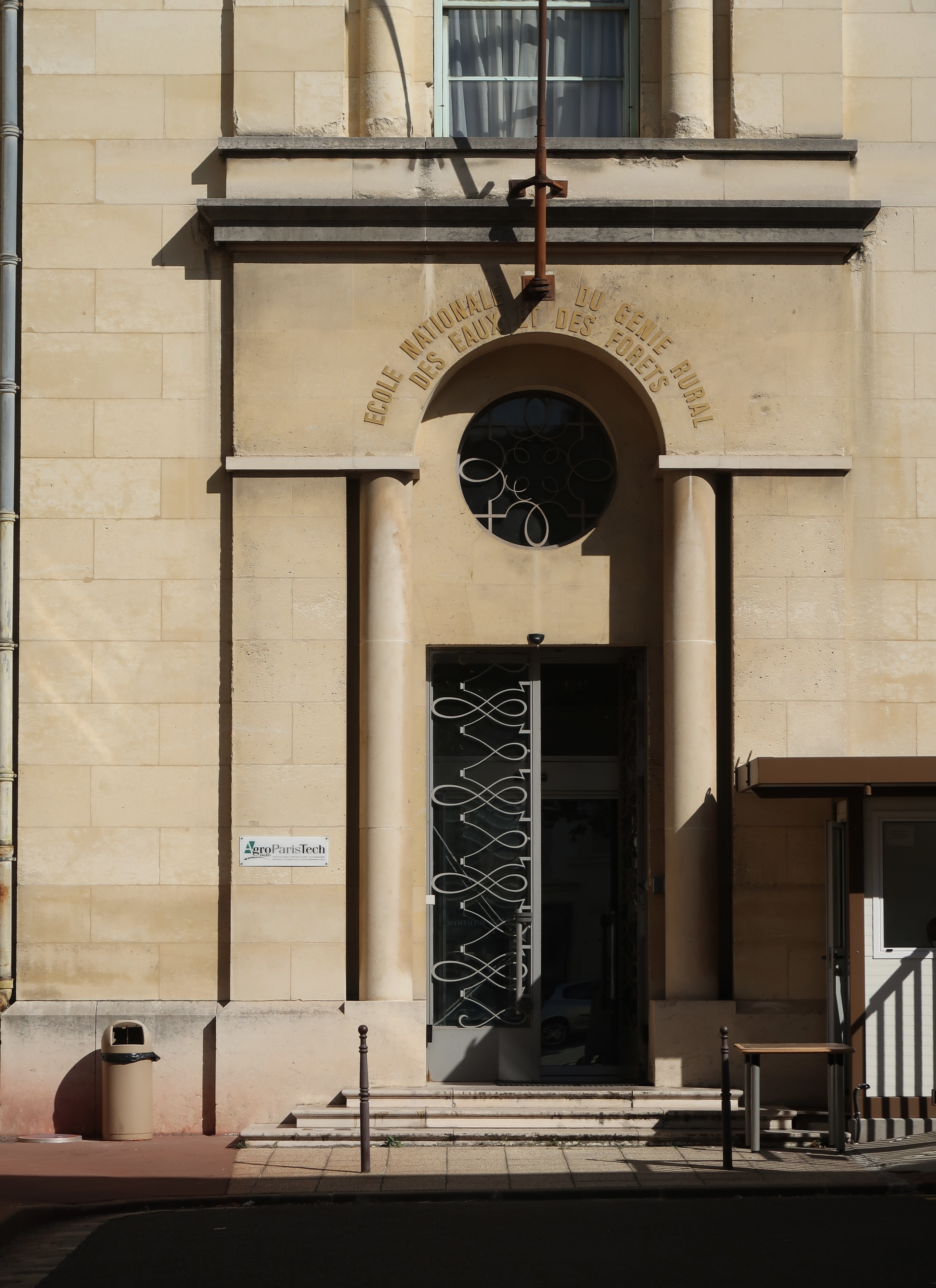
No 19.
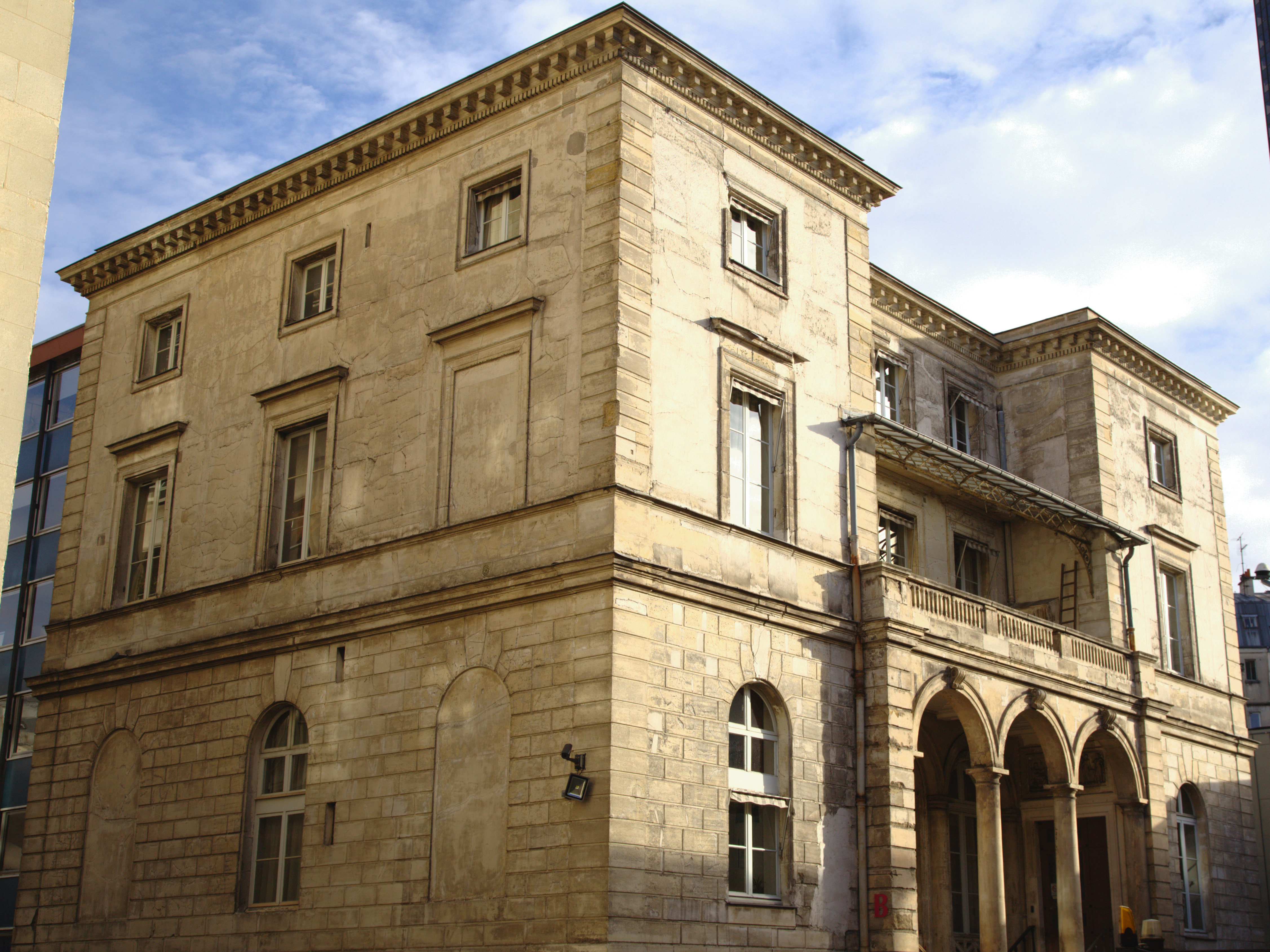
Bâtiment dans la cour du no 19.

- No 21 : le musée du Montparnasse, ancien atelier de la Grande Masse des Beaux-Arts[réf. nécessaire], que dirigea l'architecte Louis Arretche de 1930 à 1960 avec Georges Gromart. À cette adresse se trouvait également l'atelier de l'artiste peintre russe, Marie Vassilieff, qui y ouvrit en 1915 la Cantine des artistes, elle y accueillit entre autres : Guillaume Apollinaire, Braque, Cendrars, Chagall, Jean Dannet, Max Jacob, Léger, Matisse, Modigliani, Radiguet, Soutine, Zadkine, etc.
 La trentaine d’ateliers d’artistes a été construite, en 1901, avec des matériaux récupérés de l’Exposition universelle de 1900[12].
- No 22 : domicile du sculpteur Jules Dalou, qui y meurt en 1902[13].
- Les ensembles Maine-Montparnasse, avec notamment la gare de Paris-Montparnasse, la tour Montparnasse, et le jardin Atlantique.
- No 33 : Piet Mondrian vécut à cette adresse de 1912 à 1913 (et la quitta pour le 26, rue du Départ). C'est, depuis 1973, l'adresse officielle de la tour Montparnasse.

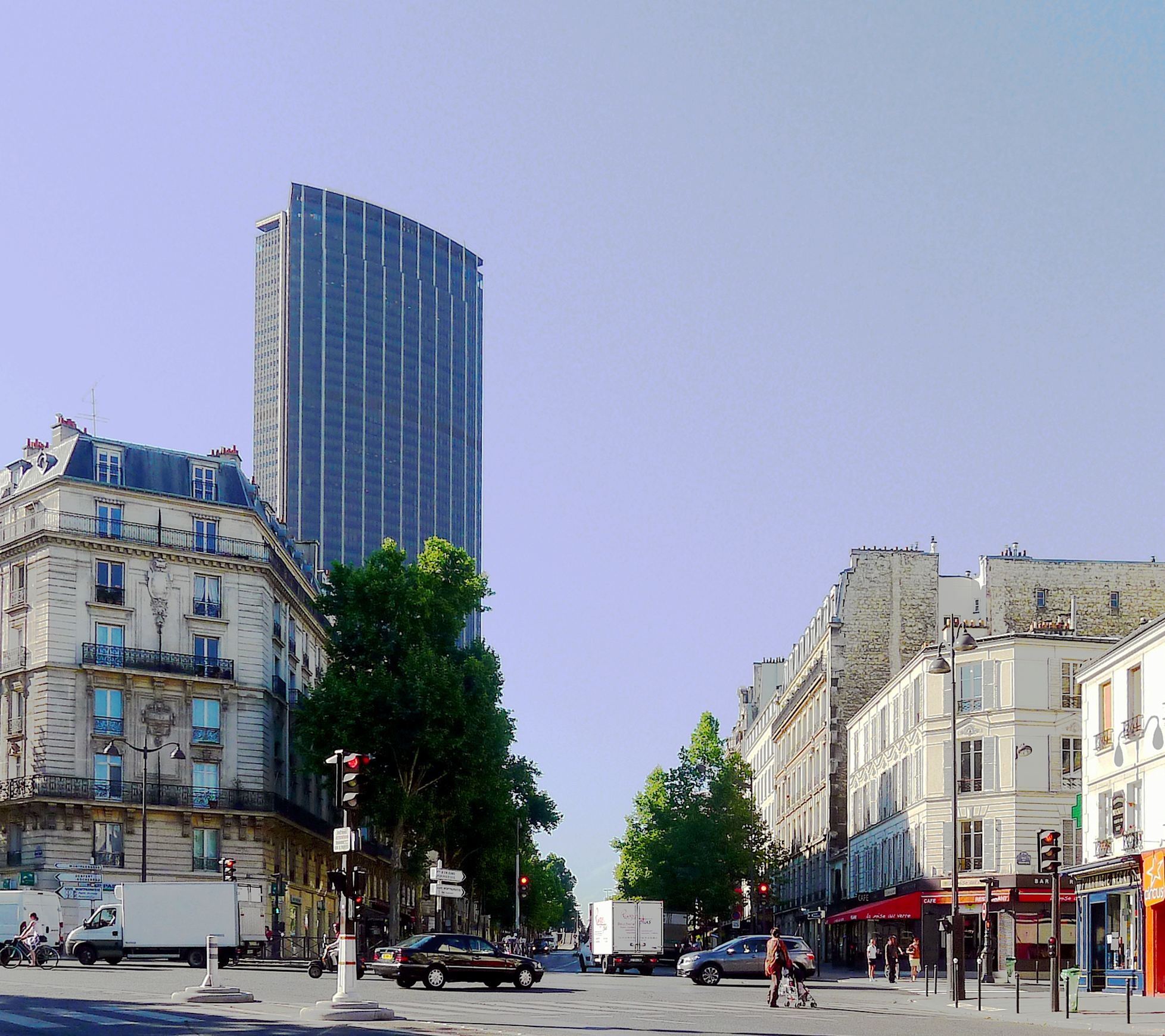
Avenue du Maine vue du boulevard du Montparnasse.
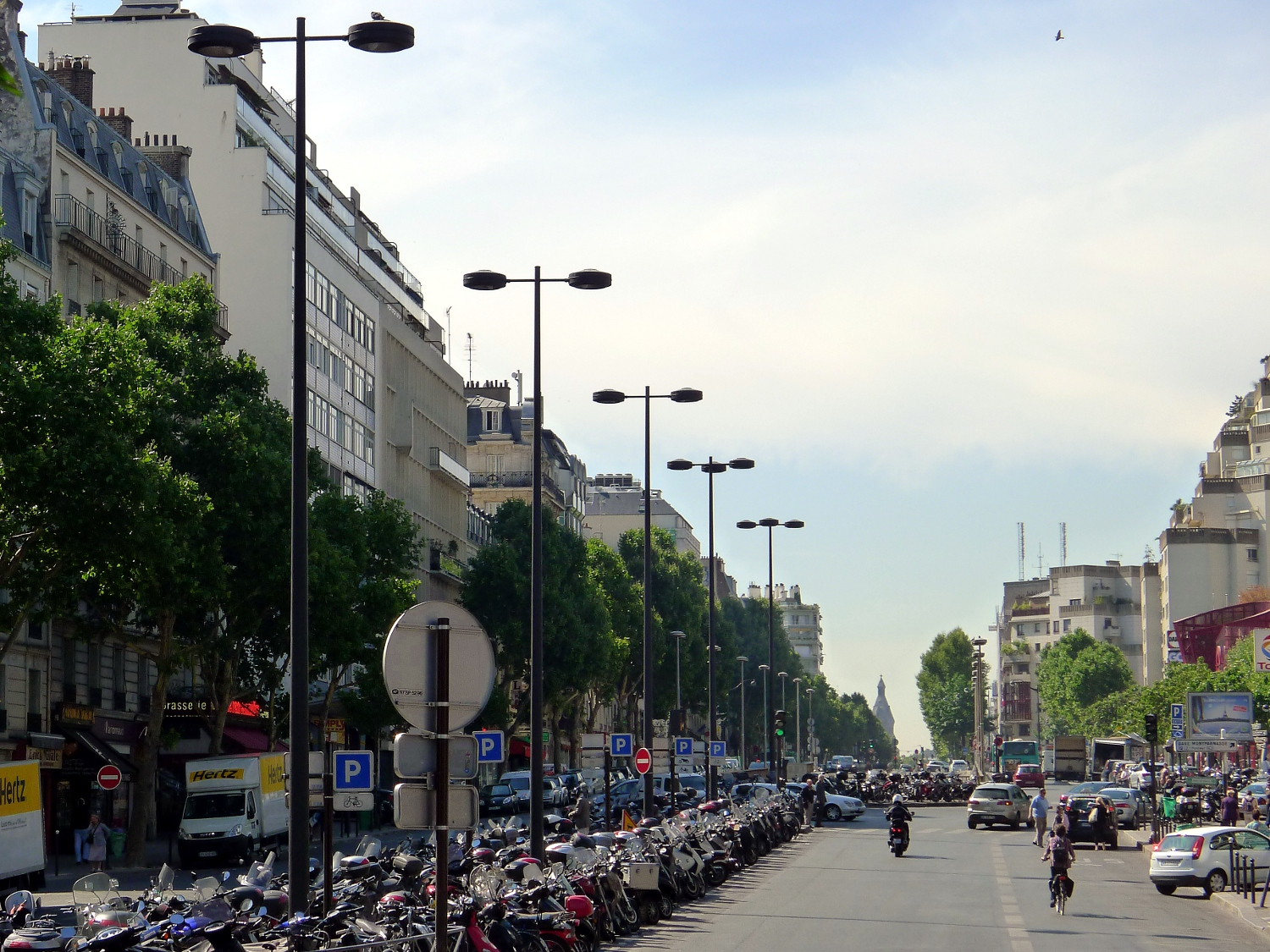
Avenue du Maine vue de la gare Montparnasse ; au loin, le clocher de l'église Saint-Pierre-de-Montrouge qui marque l'extrémité sud de cette avenue.

- No 44 : le Douanier Rousseau habita à cette adresse de 1893 à 1895.
- No 68 : siège de la délégation générale à l'emploi entre 1975 et 1977[14].
- No 70 : le peintre Alexandre Bertin y a vécu.
- No 79 : devant ce numéro, le 12 mai 1902, s'est abattu le ballon-dirigeable Pax avec ses deux occupants, l'aéronaute Augusto Severo de Albuquerque Maranhão et son mécanicien, Georges Saché.
- Nos 106 et 108 : embranchement de la rue Raymond-Losserand, ancien chemin de Vanves ou de Vanvres, déjà mentionné en 1210, qui commençait jusqu'en 1610 hors de l'enceinte de Philippe-Auguste sur la rue d'Enfer (boulevard Saint-Michel)[15].
C'est très vraisemblablement devant le no 106 que se trouvait, vers 1865/75, l'urinoir de la « chaussée du Maine » immortalisé par Charles Marville[16].

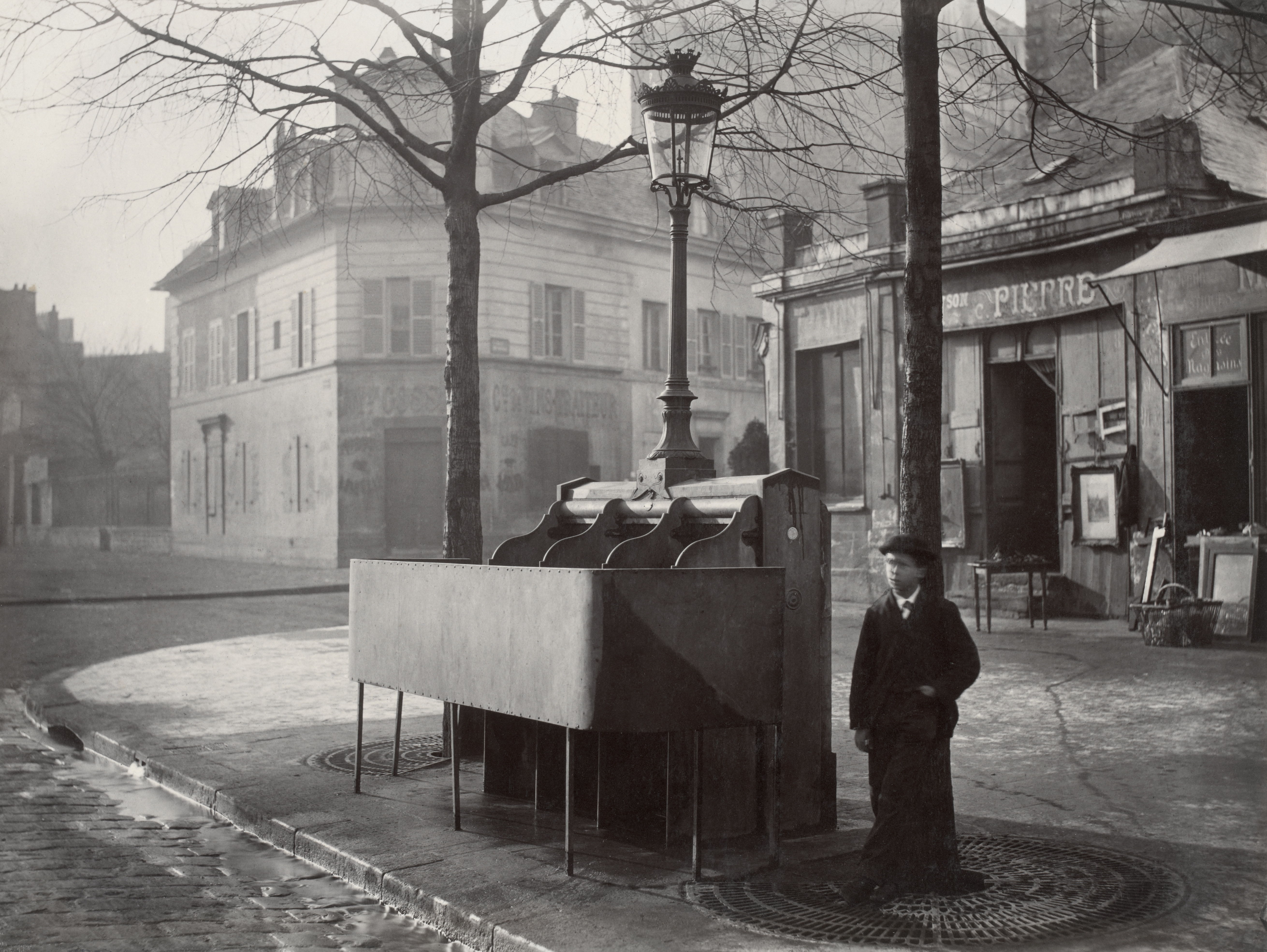
Urinoir triplace, chaussée du Maine, vers 1865 (photographie de Charles Marville).

- No 123 : église évangélique baptiste[17].

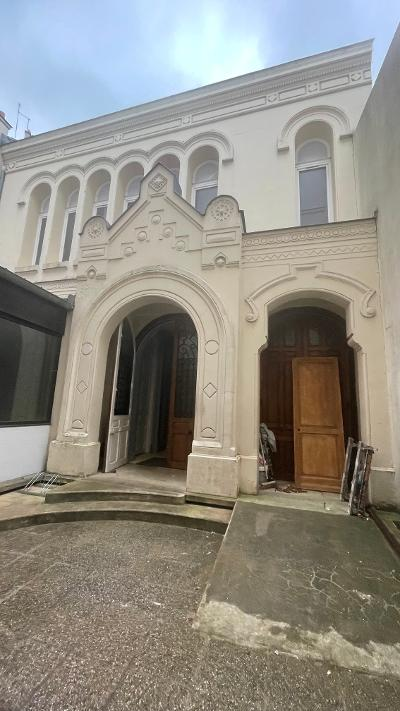
No 123, église évangélique (dans la cour).

- No 141 : église évangélique.
- No 141 : siège de Force ouvrière.
- No 166 : immeuble de 1936 (architecte Louis Marnez).
- No 188 : immeuble de 1890 (architecte Edme Thollard).
- No 189 (précédemment no 127 chaussée du Maine[18]) : emplacement du dernier domicile et du lieu de décès du prêtre, journaliste, imprimeur et éditeur Jacques-Paul Migne[19] (1800-1875), nommé abbé Migne par ses contemporains et connu comme fondateur et propriétaire des « Ateliers catholiques » établis un peu plus loin sur la chaussée du Maine. A l'occasion du centenaire de sa mort, une plaque commémorative apposée sur la façade a été inaugurée en octobre 1975 par le président du Conseil de Paris[20].
- Nos 198-200 : ancien établissement pour noces et banquets, dit « palais d'Orléans ».
- L'église Saint-Pierre-de-Montrouge.
- Les peintres Maurice Brianchon et son ami Raymond Legueult prennent ensemble un atelier dans cette avenue en 1922.

## Dans la culture populaire
L'avenue est évoquée dans plusieurs chansons :
- Idylle Philomenale de René Rivedoux, chantée notamment par Yves Montand : « Pendant que je me surmène / Dans un travail surhumain / Elle arpente l'avenue du Maine / En t'nant son fichu d'une main. »
- Marionnettiste de Jean-Pierre Lang, chantée par Pierre Bachelet dans l'album du même nom (1985) : « Je descends ma rue, je prends l'avenue / Toujours la même, feu rouge première / Les gens derrière, déjà le feu vert avenue du Maine / Comme un automate, je tourne à droite. »
- Le cinéma d’Audiard de Michel Sardou dans Le Bac G (1992) : « C'est un Paris couleur Paname / Un Paris de l'avenue du Maine / Où les voyous des bords de Marne / Roulent en voitures américaines. »